# Smaragda (Onyszczenko)
Smaragda, nazwisko świeckie Onyszczenko (ur. 2 stycznia 1858 w Markiwcach, zm. 1935) – ukraińska mniszka prawosławna, ogłoszona w 2012 świętą Ukraińskiego Kościoła Prawosławnego Patriarchatu Moskiewskiego.
Od siódmego roku życia wychowywała się w monasterze Wprowadzenia Matki Bożej do Świątyni w Nieżynie. Wieczyste śluby zakonne złożyła w wieku osiemnastu lat. We wspólnocie pełniła obowiązki dziekanki. W 1914 została wybrana przez siostry monasteru na nową przełożoną wspólnoty.
W 1922 w czasie konfiskaty kosztowności cerkiewnych przez władze radzieckie została aresztowana i skazana na trzy lata pozbawienia wolności. Po wyjściu z więzienia wróciła do monasteru w Nieżynie. W 1927 został on zamknięty, a 90 jego mieszkanek, na czele z przełożoną, przeniesiono do monasteru św. Jerzego w Kozielcu. W 1930 ihumenia Smaragda została oskarżona o prowadzenie agitacji antyradzieckiej i kolejne trzy lata była przetrzymywana w więzieniu w Nieżynie. Ostatecznie zwolniono ją z braku dowodów. Zmarła w 1935 i została pochowana na cmentarzu „Jaliwszczyna” w Czernihowie. W 2011 szczątki mniszki przeniesiono na teren odnowionego monasteru w Nieżynie.
W 2012 Święty Synod Ukraińskiego Kościoła Prawosławnego ogłosił ją świętą, czczoną lokalnie w eparchii nieżyńskiej Ukraińskiego Kościoła Prawosławnego Patriarchatu Moskiewskiego. Uroczystości kanonizacyjne odbyły się w monasterze Wprowadzenia Matki Bożej do Świątyni w Nieżynie w 2014 pod przewodnictwem metropolity czerniowieckiego i bukowińskiego, locum tenens metropolii kijowskiej Onufrego oraz z udziałem metropolity boryspolskiego i browarskiego Antoniego, arcybiskupów chersońskiego i taurydzkiego Jana, czernihowskiego i nowogrodzko-siewierskiego Ambrożego, horodnickiego Aleksandra oraz biskupów nieżyńskiego i pryłuckiego Ireneusza, konotopskiego i głuchowskiego Romana, fastowskiego Damiana i borodiańskiego Warsonofiusza.